# Wepler
Pour les articles homonymes, voir Pathé Wepler.
Le Wepler ou brasserie Wepler est une brasserie parisienne située 14, place de Clichy dans le 18e arrondissement de Paris. Ouvert en 1892, spécialiste des fruits de mer, le Wepler est toujours en activité.

## Historique
La maison Wepler, fondée par l'Allemand Conrad Wepler, marchand de vin-traiteur, a connu trois emplacements différents.

- Un premier bail[2], daté du 18 mars 1818, indique une maison, sise aux Batignolles, près de Paris, au numéro 5, non loin du cabaret du Père Lathuile, et qui correspondrait aujourd'hui au 13 avenue de Clichy.
- En 1832, Wepler et son épouse traversent la rue et s'installent au 10 grande rue des Batignolles (actuelle avenue de Clichy). À la mort de Wepler, son neveu et cuisinier, Jean-Adam Frank  reprend à son compte l'affaire, qui passe ensuite dans les mains de Victor-Ulysse Carré. Celui-ci le cède ensuite à ses employés les Thoison père et fils[3].
- C'est alors que le restaurant déménage place de Clichy où il se trouve encore.

Puis le restaurant se transforme, peu à peu, en un restaurant spécialisé en fruits de mer. En 1892 le lieu devient  véritablement une brasserie. Le Wepler devient un lieu à la mode où se retrouvent de nombreux artistes comme Guillaume Apollinaire, Pablo Picasso, Amedeo Modigliani, Henri de Toulouse-Lautrec, Maurice Utrillo. Pendant la Seconde Guerre mondiale, le Wepler est réquisitionné pour servir de foyer aux soldats allemands.
Dans les années 1950, une partie de la brasserie Wepler est rachetée par la firme cinématographique Pathé, les salles de cinéma sont inaugurées en 1956 sous le nom de Pathé Wepler.
En 1976, l'Aveyronnais Charles  Bessière rachète l'établissement, son fils Michel lui succède. En 1998, Michel Bessière crée le prix Wepler en collaboration avec Marie-Rose Guarnieri de la librairie des Abbesses et le soutien de la Fondation La Poste.

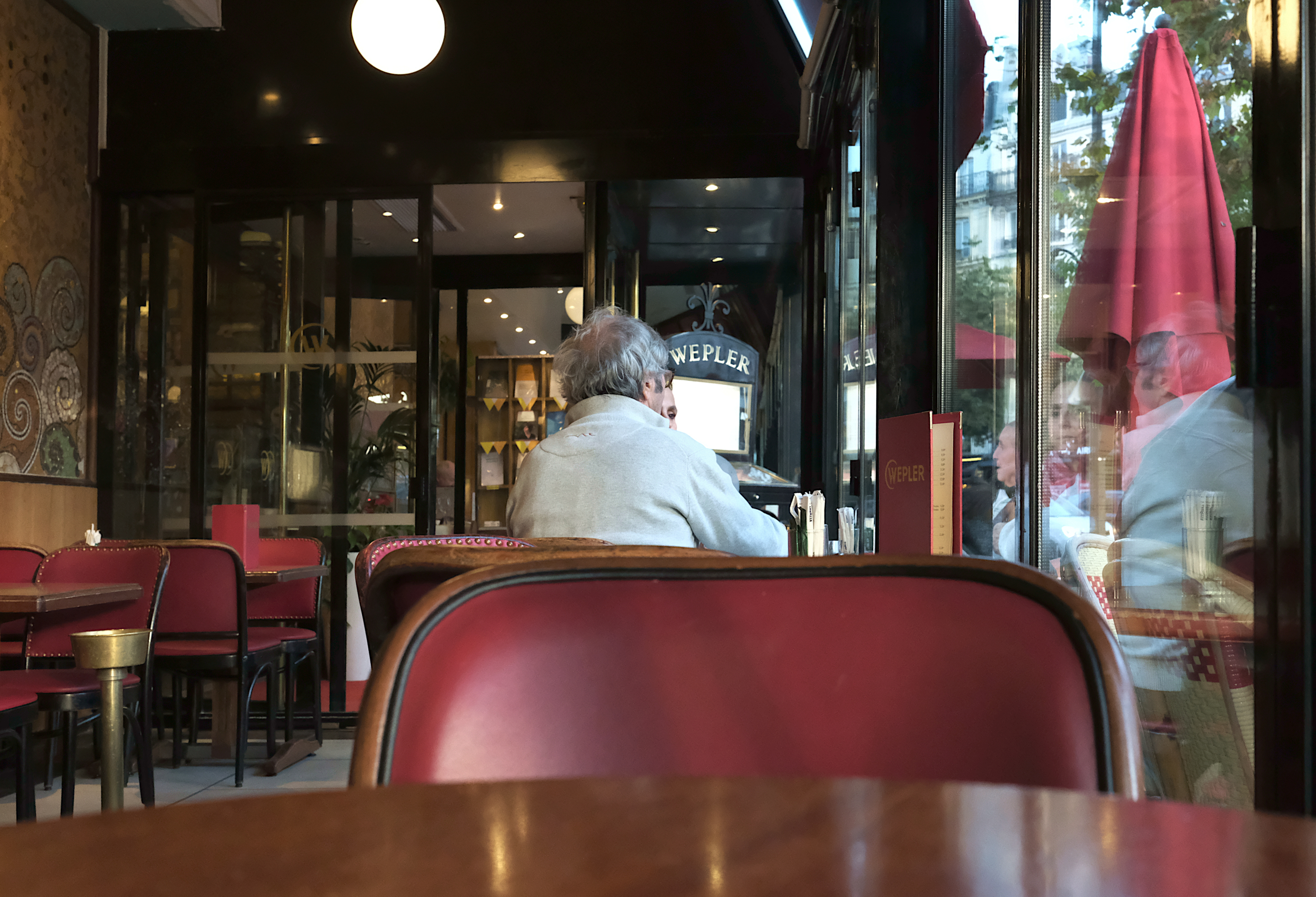
La brasserie Wepler en 2024.

La décoration de la brasserie, refaite en 2009, est de style Art déco, notamment avec une reproduction de Tamara de Lempicka. Le poème L'Étranger tiré du Spleen de Paris de Charles Baudelaire est reproduit sur un mur intérieur. En 2011, trois fresques murales en mosaïque, d’inspiration Art déco, sont réalisées par Mathilde Jonquière,.
Les fruits de mer sont une des spécialités de la brasserie, avec à l'année 700 000 huîtres servies sans compter les autres coquillages (chiffres de 2009).
Le chiffre d’affaires de 2016 est de 403 600 euros. En 2017, le Wepler emploie 70 personnes, il est racheté par le groupe Joulie en octobre 2017 qui détient déjà nombre de « tables de renom ».

## Mémoires
Le Wepler, ouvert en 1892, a été le témoin de l'histoire du quartier, il a reçu des personnages célèbres comme Pierre Bonnard, Maurice Utrillo, Modigliani, Guillaume Apollinaire, Henry Miller, Claude Chabrol, François Truffaut...

### Peintres

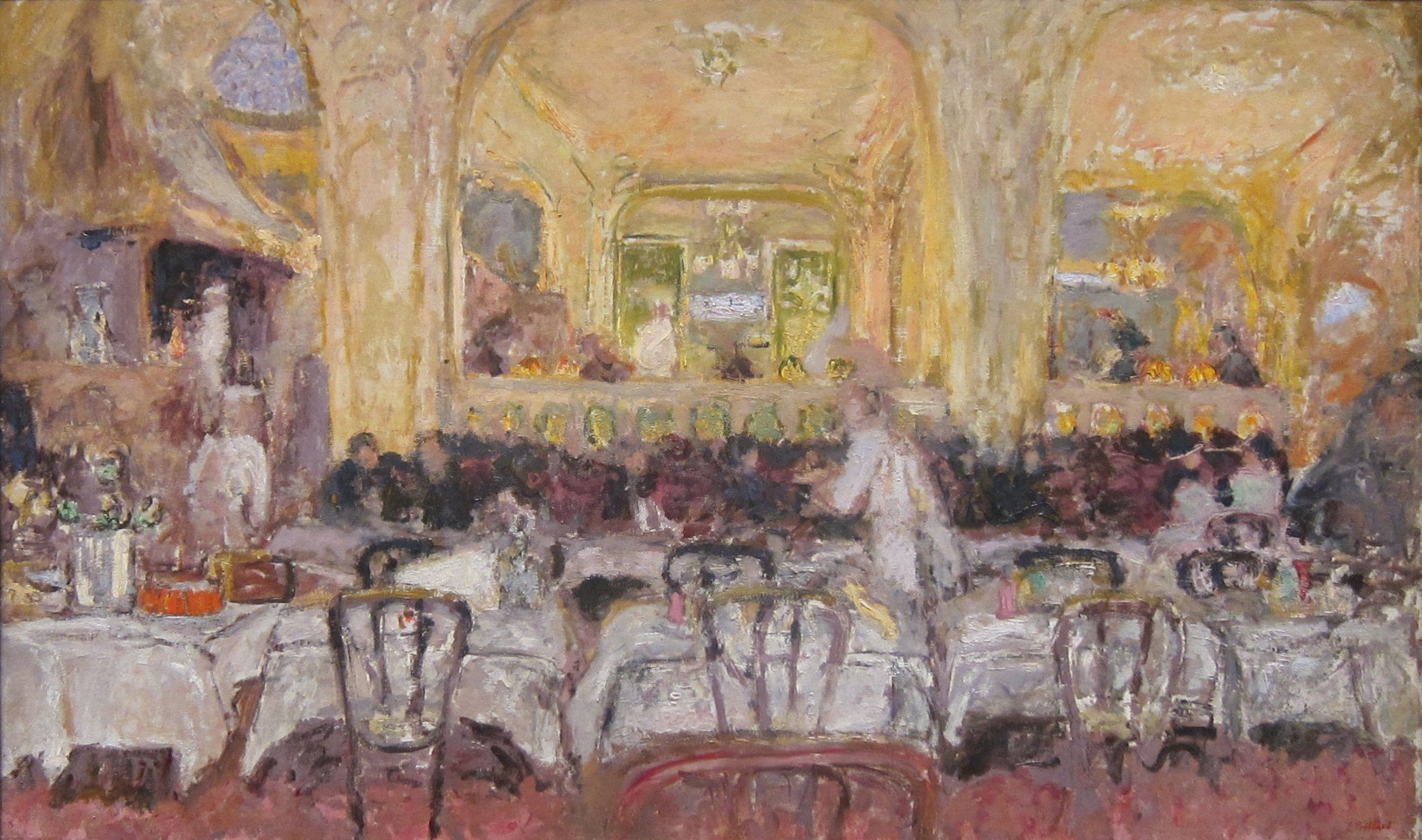
Le café Wepler par Édouard Vuillard au Cleveland Museum of Art.

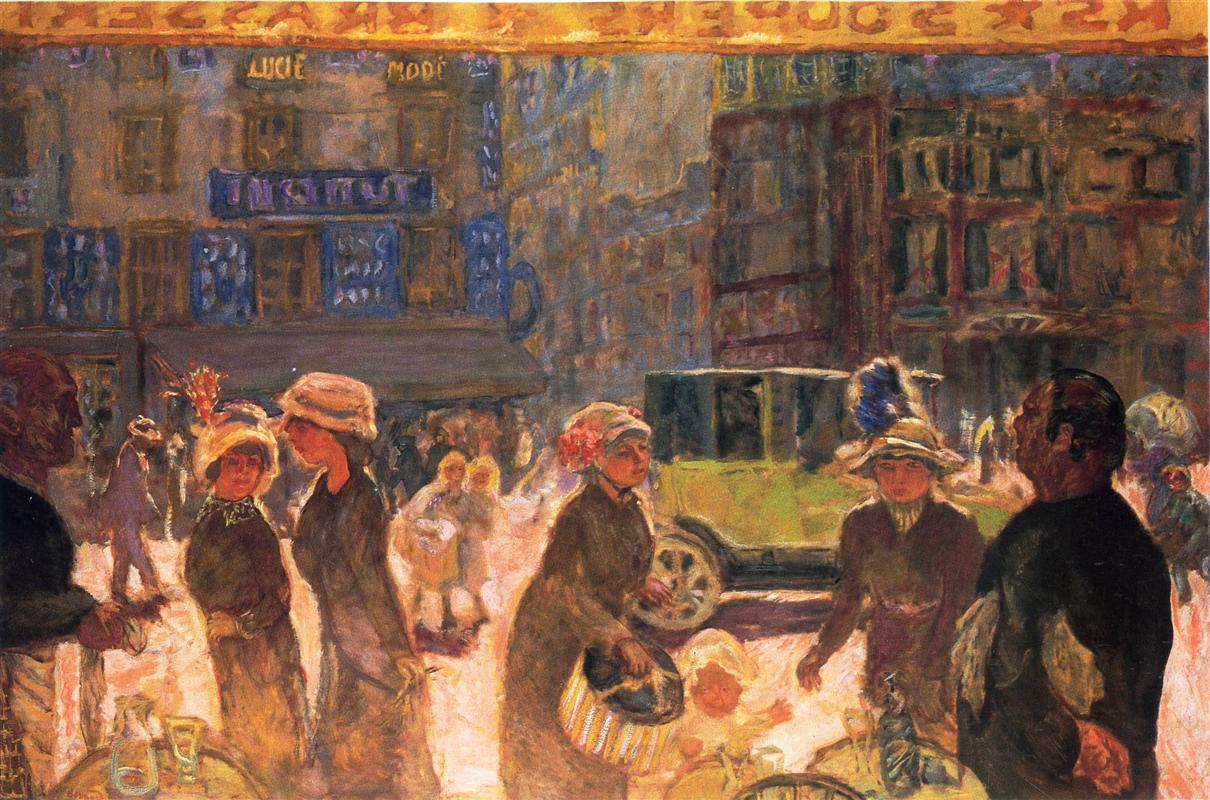
La place de Clichy depuis le Wepler en 1912 par Pierre Bonnard.

Édouard Vuillard peint le café Wepler en 1908 -1910, le tableau est exposé dans le Cleveland Museum of Art, dans l'Ohio, aux États-Unis.
Pierre Bonnard — qui s'installe la même année dans un atelier sur la butte Montmartre — peint la place de Clichy à plusieurs reprises. En 1912, c'est à travers la devanture de la brasserie Wepler qu'il travaille.
Albert André  réalise Les Dames du café Wepler en 1926. Le tableau est conservé au musée d'Art et d'Histoire Paul-Éluard à Saint-Denis.

### Écrivains
La brasserie Wepler a accueilli au fil du temps de nombreux écrivains : « dont Céline, Prévert, Boris Vian, Max Jacob, Francis Jammes, Stéphane Mallarmé, Paul Verlaine, Henry Miller ».
En 1926, Léona Delcourt et André Breton se retrouvent dans le quartier des Batignolles pendant neuf jours, une des lettres de Nadja à André est écrite sur le papier à en-tête du Wepler.
Les premières pages du Voyage au bout de la nuit de Louis-Ferdinand Céline prennent le Wepler comme décor.
Dans Jours tranquilles à Clichy publié en 1956, Henry Miller évoque sa vie aux alentours de la place de Clichy et notamment au Wepler vers 1930 : « Du côté de la place Clichy, se trouve le café Wepler qui fut longtemps mon repère favori. Je m’y suis assis à l’intérieur ou sur la terrasse, par tous les temps. Je le connaissais comme un livre. Les visages des serveurs, des directeurs, des caissières, des putains, des habitués même ceux des dames des lavabos sont gravés dans ma mémoire comme les illustrations d’un livre que je lirais tous les jours »,.

### Cinéma
En 1959, Antoine et René déambulent devant la devanture du Wepler dans Les Quatre Cents Coups de François Truffaut. Le film de Bertrand Blier, Préparez vos mouchoirs avec Gérard Depardieu et Patrick Dewaere a été tourné pour partie dans le Wepler.

### Chansons
Georgius en 1937 puis Pierre Vassiliu évoquent dans Monsieur Bébert le café Wepler sur un air de java : 

« …C'est Monsieur Bébert

Le roi des gangsters

Qu'a trois révolvers

Au Café Wepler

Quand il prend un verre

Il fauche la cuillère

Comme il est l'caïd

C'est l'garçon, livide,

Qui lui d'mande pardon

Et parfois lui glisse

Même tout l'service

En douce dans l'veston… »

En 1995, Thomas Fersen mentionne le Wepler dans la chanson « un temps de chien » sur l’album Les ronds de carotte.
En 2004 Vincent Delerm intègre le café Wepler dans sa chanson Gare de Milan. En 2005, c’est au tour de Julien Clerc, dans son album Double Enfance avec la chanson Place Clichy, de citer le Wepler.